# Phoradendron palmeri
Phoradendron palmeri là một loài thực vật có hoa trong họ Santalaceae. Loài này được Greenm. miêu tả khoa học đầu tiên năm 1904.